# Onthophagus sanguineus
Onthophagus sanguineus là một loài bọ cánh cứng trong họ Bọ hung (Scarabaeidae).